# Primera División 1955-1956 (Spagna)
La Primera División 1955-1956 è stata la 25ª edizione della massima serie del campionato spagnolo di calcio, disputata tra il 11 settembre 1955 e il 22 aprile 1956 e concluso con la vittoria del Athletic Bilbao, al suo sesto titolo.
Capocannoniere del torneo è stato Alfredo Di Stéfano (Real Madrid) con 24 reti.

## Classifica finale
|       | Pos. | Squadra             | Pt | G  | V  | N | P  | GF | GS | DR  |
| ----- | ---- | ------------------- | -- | -- | -- | - | -- | -- | -- | --- |
|       | 1.   | Athletic Bilbao     | 48 | 30 | 22 | 4 | 4  | 79 | 31 | +48 |
|       | 2.   | Barcellona          | 47 | 30 | 22 | 3 | 5  | 67 | 26 | +41 |
| [ 2 ] | 3.   | Real Madrid         | 38 | 30 | 18 | 2 | 10 | 81 | 39 | +42 |
|       | 4.   | Siviglia            | 36 | 30 | 17 | 2 | 11 | 75 | 44 | +29 |
|       | 5.   | Atlético Madrid     | 33 | 30 | 14 | 5 | 11 | 75 | 49 | +26 |
|       | 6.   | Valencia            | 32 | 30 | 13 | 6 | 11 | 58 | 50 | +8  |
|       | 7.   | Español             | 31 | 30 | 14 | 3 | 13 | 50 | 56 | -6  |
|       | 8.   | Real Sociedad       | 30 | 30 | 11 | 8 | 11 | 48 | 53 | -5  |
|       | 9.   | Real Valladolid     | 30 | 30 | 13 | 4 | 13 | 52 | 55 | -3  |
|       | 10.  | Celta Vigo          | 27 | 30 | 12 | 3 | 15 | 52 | 75 | -23 |
|       | 11.  | Las Palmas          | 26 | 30 | 11 | 4 | 15 | 49 | 60 | -11 |
|       | 12.  | Deportivo La Coruña | 26 | 30 | 11 | 4 | 15 | 60 | 80 | -20 |
|       | 13.  | Real Murcia         | 25 | 30 | 10 | 5 | 15 | 46 | 66 | -20 |
|       | 14.  | Alavés              | 24 | 30 | 9  | 6 | 15 | 49 | 73 | -24 |
|       | 15.  | Leonesa             | 14 | 30 | 5  | 4 | 21 | 34 | 65 | -31 |
|       | 16.  | Hércules            | 13 | 30 | 5  | 3 | 22 | 33 | 86 | -53 |

Legenda:
      Campione di Spagna, invitato in Coppa Latina 1956 e qualificato in Coppa dei Campioni 1956-1957.
      Qualificata in Coppa dei Campioni 1956-1957.
  Partecipa agli spareggi interdivisionali.
      Retrocesse in Segunda División 1956-1957.
Regolamento:
Due punti a vittoria, uno a pareggio, zero a sconfitta.
In caso di arrivo di due o più squadre a pari punti, la graduatoria verrà stilata secondo la classifica avulsa tra le squadre interessate che prevede, in ordine, i seguenti criteri:
- Punti negli scontri diretti.
- Differenza reti negli scontri diretti.
- Differenza reti generale.
- Reti realizzate in generale.

## Spareggi

### Spareggi interdivisionali
Agli spareggi interdivisionali, oltre alla 13ª e 14ª classificata in Primera División, parteciparono anche le seconde e le terze classificate dei due gironi di Segunda División. Le prime due squadre avevano diritto a partecipare alla stagione successiva di Primera División.
|  | Pos. | Squadra               | Pt | G  | V | N | P | GF | GS | DR  |
|  | ---- | --------------------- | -- | -- | - | - | - | -- | -- | --- |
|  | 1.   | CD Espanya Industrial | 15 | 10 | 7 | 1 | 2 | 21 | 15 | +6  |
|  | 2.   | Real Saragozza        | 12 | 10 | 5 | 2 | 3 | 18 | 13 | +5  |
|  | 3.   | Real Oviedo           | 12 | 10 | 6 | 0 | 4 | 23 | 22 | +1  |
|  | 4.   | Real Murcia           | 11 | 10 | 5 | 1 | 4 | 21 | 18 | +3  |
|  | 5.   | Real Betis            | 6  | 10 | 3 | 2 | 2 | 21 | 22 | -1  |
|  | 6.   | Alavés                | 4  | 10 | 1 | 2 | 7 | 10 | 24 | -14 |

Legenda:
      Promosso in Primera División 1955-1956.
Regolamento:
Due punti a vittoria, uno a pareggio, zero a sconfitta.

## Statistiche

### Squadre

#### Capoliste solitarie
|    | ——         | ——         | ——         | ——         | ——         | ——         | ——         | ——         | ——  | ——  | ——              | ——              | ——              | ——              | ——              | ——              | ——              | ——              | ——  | ——  | ——  | ——  | ——  | ——         | ——         | ——         | ——              | ——              | ——              | —— |  |
|    | Las Palmas | Las Palmas | Las Palmas | Barcellona | Barcellona | Barcellona | Barcellona | Barcellona | AtB |     | Athletic Bilbao | Athletic Bilbao | Athletic Bilbao | Athletic Bilbao | Athletic Bilbao | Athletic Bilbao | Athletic Bilbao | Athletic Bilbao |     |     |     | Bar |     | Barcellona | Barcellona | Barcellona | Athletic Bilbao | Athletic Bilbao | Athletic Bilbao |    |  |
|    |            |            |            |            |            |            |            |            |     |     |                 |                 |                 |                 |                 |                 |                 |                 |     |     |     |     |     |            |            |            |                 |                 |                 |    |  |
|    |            |            |            |            |            |            |            |            |     |     |                 |                 |                 |                 |                 |                 |                 |                 |     |     |     |     |     |            |            |            |                 |                 |                 |    |  |
| 1ª | 2ª         | 3ª         | 4ª         | 5ª         | 6ª         | 7ª         | 8ª         | 9ª         | 10ª | 11ª | 12ª             | 13ª             | 14ª             | 15ª             | 16ª             | 17ª             | 18ª             | 19ª             | 20ª | 21ª | 22ª | 23ª | 24ª | 25ª        | 26ª        | 27ª        | 28ª             | 29ª             | 30ª             |    |  |